# Cephalophinae
Los cefalofinos (Cephalophinae) son una subfamilia perteneciente a la familia Bovidae incluye tres géneros y 19 especies de pequeños antílopes africanos, conocidos como duikers o cefalofos.

## Clasificación
- Subfamilia Cephalophinae
  - Género Cephalophus
    - Cephalophus adersi
    - Cephalophus brookei
    - Cephalophus callipygus
    - Cephalophus dorsalis
    - Cephalophus jentinki
    - Cephalophus leucogaster
    - Cephalophus natalensis
    - Cephalophus niger
    - Cephalophus nigrifrons
    - Cephalophus ogilbyi
    - Cephalophus rufilatus
    - Cephalophus silvicultor
    - Cephalophus spadix
    - Cephalophus weynsi
    - Cephalophus zebra

  - Género Philantomba
    - Philantomba maxwellii
    - Philantomba monticola
    - Philantomba walteri[2]

  - Género Sylvicapra
    - Sylvicapra grimmia